# No way to say
No way to say – trzydziesty pierwszy singel Ayumi Hamasaki, wydany 6 listopada 2003. Teledysk do utworu tytułowego zdobył "Best Pop Video" w 2003 roku na MTV Japan Video Music Awards, a cały singel zdobył "Gold Prize" na Japan Record Awards. Promuje on minialbum wokalistki Memorial address. W pierwszym tygodniu sprzedano 176 229 kopii, natomiast 371 200 kopii całościowo w Japonii, a 460 000 kopii przez wytwórnię Avex.

## Lista utworów
| Nr | Tytuł                                         | Muzyka        | Aranżacja | Czas |
| -- | --------------------------------------------- | ------------- | --------- | ---- |
| 1. | "No way to say (Original Mix)"                | BOUNCEBACK    | HΛL       | 4:45 |
| 2. | "No way to say (Acoustic Version)"            | BOUNCEBACK    |           | 4:22 |
| 3. | "SEASONS (Acoustic Orchestra Version)"        | D・A・I       |           | 3:37 |
| 4. | "Dearest (Acoustic Orchestra Version)"        | CREA, D・A・I |           | 5:28 |
| 5. | "Voyage (Acoustic Orchestra Version)"         | CREA, D・A・I |           | 4:55 |
| 6. | "No way to say (Vandalize/Realize Mix)"       | BOUNCEBACK    |           | 6:55 |
| 7. | "No way to say (Original Mix -Instrumental-)" | BOUNCEBACK    | HΛL       | 4:44 |

## Wystąpienia na żywo
- 3 października 2003 – Music Station
- 1 listopada 2003 – Ayu Ready?
- 6 listopada 2003 – AX Music
- 7 listopada 2003 – Music Station
- 15 listopada 2003 – CDTV
- 15 listopada 2003 – PopJam
- 19 listopada 2003 – Sokuhou Uta no Daijiten
- 28 listopada 2003 – Best Hit Song Festival
- 29 listopada 2003 – Ayu Ready?
- 1 grudnia 2003 – Hey! Hey! Hey!
- 3 grudnia 2003 – FNS Music Festival
- 17 grudnia 2003 – Best Artist
- 20 grudnia 2003 – Ayu Ready?
- 22 grudnia 2003 – Hey! Hey! Hey! Christmas Special – "No Way to Say: Acoustic Version"
- 23 grudnia 2003 – Happy X-mas SHOW!
- 26 grudnia 2003 – Music Station Super Live
- 31 grudnia 2003 – Kōhaku Uta Gassen
- 31 grudnia 2003 – Japan Record Awards (2 występy)
- 31 grudnia 2003 – CDTV Special 2004-2005
- 14 marca 2004 – Japan Gold Disc Award
- 23 grudnia 2007 – HAPPY X-mas SHOW!